# Montevallo (cratera)
A cratera Montevallo é uma cratera no quadrângulo de Lunae Palus em Marte, localizada a 15.4º latitude norte e 54.4 longitude oeste.  Seu diâmetro é de 51.9 km e recebeu o nome de uma cidade no Alabama, Estados Unidos